# デヴィッド・フィンチャー
デヴィッド・アンドリュー・レオ・フィンチャー（David Andrew Leo Fincher、1962年8月28日 - ）は、アメリカ合衆国の映画監督。コロラド州デンバー市出身。SFXアニメーター、CMディレクター、ミュージック・ビデオの監督を経て、1992年に映画監督としてデビュー。
『デビッド・フィンチャー』、『デーヴィッド・フィンチャー』と表記されることもある。

## 略歴
1962年、ライフの記者であったジャック・フィンチャーの子どもとして生まれ、カリフォルニア州マリン郡で育つ。左目の視力が弱く、オッドアイでもあり、両目の色が異なっている。
10代の時にオレゴン州に移り、現地の高校を卒業。18歳の頃から8mmカメラを用いて映画を撮り始める。
1980年からILMのアニメーターとして働き、1984年まで所属した。
1986年、映像制作会社「Propaganda Films」を設立。マドンナ、ジョージ・マイケル、エアロスミス、ローリング・ストーンズなどのミュージック・ビデオや、数多くのCMを手掛けた。
1992年、『エイリアン3』で映画監督デビュー。だが、この作品は撮影中から様々なトラブルに見舞われ、完成した作品もスタジオ側に再編集されていることから、現在も本人は自作として認めていない。また、長編デビュー作が批評家から酷評され興行的にも失敗したことで意気消沈し、「新たに映画を撮るくらいなら、大腸癌で死んだ方がマシだ」と述べて、1年半の間に送られてきた脚本を全く読まなかった。
1995年、ブラッド・ピット、モーガン・フリーマンを主演に起用した監督復帰作となるサスペンス映画『セブン』が公開される。衝撃的なストーリーと際立った演出が高く評価された上に興行的にも成功したことにより、一躍注目されるようになる。その後、『ファイト・クラブ』（1999年）で再びピットとタッグを組んだものの、公開当時は批評家から暴力性を酷評され、国内興行でも失敗。しかし、21世紀に入ってから再評価されるようになり、カルト的人気を誇るようになった。
2008年にはピットと3度目のタッグとなった『ベンジャミン・バトン 数奇な人生』で、自身としては初のアカデミー監督賞にノミネートされる。
2010年にはマーク・ザッカーバーグの半生を描いた『ソーシャル・ネットワーク』が批評的、興行的ともに大成功を収め、その評価の高さから「21世紀の市民ケーン」とまで評されたが、2度目のノミネートとなっていたアカデミー監督賞の受賞までには至らなかった。
その後も『ドラゴン・タトゥーの女』（2011年）、『ゴーン・ガール』（2014年）といったサスペンスとサイコホラーが入り混じった映画を次々と監督し、批評家、観客双方から高い評価を獲得していく。
2020年、Netflixと4年間にわたる独占契約を締結。その第一弾として父の遺稿である『Mank/マンク』を監督し、3度目のアカデミー監督賞ノミネートを受けた。

## 作風
完全主義者として知られており、ひとつのシーンの撮影のために、俳優に100回以上のリテイクを出すことも珍しくない。
『セブン』、『ファイト・クラブ』、『ベンジャミン・バトン 数奇な人生』の3作品で、ブラッド・ピットを主演に起用した。

## フィルモグラフィ

### 長編映画

#### 劇場公開映画
| 公開年 | 題名                                                                |
| ------ | ------------------------------------------------------------------- |
| 1992   | エイリアン3 Alien³                                                  |
| 1995   | セブン Seven                                                        |
| 1997   | ゲーム The Game                                                     |
| 1999   | ファイト・クラブ Fight Club                                         |
| 2002   | パニック・ルーム Panic Room                                         |
| 2007   | ゾディアック Zodiac                                                 |
| 2008   | ベンジャミン・バトン 数奇な人生 The Curious Case of Benjamin Button |
| 2010   | ソーシャル・ネットワーク The Social Network                         |
| 2011   | ドラゴン・タトゥーの女 The Girl with the Dragon Tattoo              |
| 2014   | ゴーン・ガール Gone Girl                                            |

#### WEB配信映画
| 年   | 題名                          | 配信局  |
| ---- | ----------------------------- | ------- |
| 2020 | Mank/マンク Mank              | Netflix |
| 2023 | ザ・キラー The Killer         | Netflix |
| TBA  | The Adventures of Cliff Booth | Netflix |

### テレビシリーズ

#### WEB配信映画
| 配信年      | 題名                                           | 役割                                                                                  | 配信局  |
| ----------- | ---------------------------------------------- | ------------------------------------------------------------------------------------- | ------- |
| 2013 - 2018 | ハウス・オブ・カード 野望の階段 House of Cards | 製作総指揮(Season1〜6) 監督(Season1：第1話・2話)                                      | Netflix |
| 2017 - 2019 | マインドハンター Mindhunter                    | 製作総指揮(Season1〜2) 監督(Season1：第1話、2話、9話、10話 Season2：第１話、2話、3話) | Netflix |
| 2019 -      | ラブ、デス&ロボット Love, Death & Robots       | 製作総指揮(Season1〜4) 監督(Season3：第2話 Season4：第1話)                            | Netflix |
| TBA         | Squid Game                                     | 製作総指揮・監督                                                                      | Netflix |

### ミュージック・ビデオ
- マドンナ（「エクスプレス・ユアセルフ」、「ヴォーグ」、「オー・ファーザー」、「バッド・ガール」など）
- ビリー・アイドル（「Cradle of Love」）
- ジョディ・ワトリー
- リック・スプリングフィールド
- スティーヴ・ウィンウッド
- ジョージ・マイケル
- マイケル・ジャクソン（「フー・イズ・イット」）
- エアロスミス
- ジャスティン・ティンバーレイク（「Suit & Tie ft. JAY Z」）
- イギー・ポップ（「Home」）
- ポーラ・アブドゥル（「恋するままに」、「ストレイト・アップ」、「フォーエバー・ユア・ガール」、「冷たいハート」、「甘い誘惑」など）
- ローリング・ストーンズ（「Love Is Strong」など）
- ナイン・インチ・ネイルズ（「Only」）
- ジョージ・マイケル（「フリーダム!'90」）
- THE WALLFLOWERS
- アウトフィールド
- A Perfect Circle（「Judith」）

### その他・参加作品
| 公開年 | 題名                                                                                | 備考                                 |
| ------ | ----------------------------------------------------------------------------------- | ------------------------------------ |
| 1983   | スター・ウォーズ エピソード6/ジェダイの帰還 Star Wars: Episode Ⅵ Return of the Jedi | 特撮・撮影助手                       |
| 1984   | ネバーエンディング・ストーリー The NeverEnding Story                                | 特撮・マット撮影助手                 |
| 1984   | インディ・ジョーンズ/魔宮の伝説 Indiana Jones and the Temple of Doom                | 特撮・マット撮影                     |
| 1999   | マルコヴィッチの穴 Being John Malkovich                                             | カメオ出演：クリストファー・ビング役 |
| 2002   | フル・フロンタル Full Frontal                                                       | カメオ出演：映画監督役               |
| 2005   | ロード・オブ・ドッグタウン Lords of Dogtown                                         | 製作総指揮                           |
| 2006   | 私の婚活恋愛術 Love And Other Disasters                                             | 製作総指揮                           |
| 2006   | 落下の王国 The Fall                                                                 | 提供                                 |
| 2012   | サイド・バイ・サイド フィルムからデジタルシネマへ Side by Side                      | 出演：本人役                         |
| 2015   | ヒッチコック/トリュフォー Hitchcock/Truffaut                                        | 出演：本人役                         |
| 2018   | 蜘蛛の巣を払う女 The Girl in the Spider's Web                                       | 製作総指揮                           |
| 2021   | 映画という文化 - レンズ越しの景色- Voir                                             | 製作総指揮                           |

## 受賞・ノミネート
| 賞                                   | 年     | 部門   | 作品名                              | 結果       |
| ------------------------------------ | ------ | ------ | ----------------------------------- | ---------- |
| アカデミー賞                         | 2008年 | 監督賞 | 『ベンジャミン・バトン 数奇な人生』 | ノミネート |
| アカデミー賞                         | 2010年 | 監督賞 | 『ソーシャル・ネットワーク』        | ノミネート |
| アカデミー賞                         | 2020年 | 監督賞 | 『Mank/マンク』                     | ノミネート |
| 英国アカデミー賞                     | 2008年 | 監督賞 | 『ベンジャミン・バトン 数奇な人生』 | ノミネート |
| 英国アカデミー賞                     | 2010年 | 監督賞 | 『ソーシャル・ネットワーク』        | 受賞       |
| ゴールデングローブ賞                 | 2008年 | 監督賞 | 『ベンジャミン・バトン 数奇な人生』 | ノミネート |
| ゴールデングローブ賞                 | 2010年 | 監督賞 | 『ソーシャル・ネットワーク』        | 受賞       |
| ゴールデングローブ賞                 | 2014年 | 監督賞 | 『ゴーン・ガール』                  | ノミネート |
| ゴールデングローブ賞                 | 2020年 | 監督賞 | 『Mank/マンク』                     | ノミネート |
| クリティクス・チョイス・アワード     | 2008年 | 監督賞 | 『ベンジャミン・バトン 数奇な人生』 | ノミネート |
| クリティクス・チョイス・アワード     | 2010年 | 監督賞 | 『ソーシャル・ネットワーク』        | 受賞       |
| クリティクス・チョイス・アワード     | 2014年 | 監督賞 | 『ゴーン・ガール』                  | ノミネート |
| クリティクス・チョイス・アワード     | 2020年 | 監督賞 | 『Mank/マンク』                     | ノミネート |
| ナショナル・ボード・オブ・レビュー賞 | 2008年 | 監督賞 | 『ベンジャミン・バトン 数奇な人生』 | 受賞       |
| ナショナル・ボード・オブ・レビュー賞 | 2010年 | 監督賞 | 『ソーシャル・ネットワーク』        | 受賞       |
| サターン賞                           | 1992年 | 監督賞 | 『エイリアン3』                     | ノミネート |
| サターン賞                           | 1995年 | 監督賞 | 『セブン』                          | ノミネート |
| サターン賞                           | 2008年 | 監督賞 | 『ベンジャミン・バトン 数奇な人生』 | ノミネート |
| 全米映画批評家協会賞                 | 2010年 | 監督賞 | 『ソーシャル・ネットワーク』        | 受賞       |
| ニューヨーク映画批評家協会賞         | 2010年 | 監督賞 | 『ソーシャル・ネットワーク』        | 受賞       |
| ロサンゼルス映画批評家協会賞         | 2010年 | 監督賞 | 『ソーシャル・ネットワーク』        | 受賞       |
| バンクーバー映画批評家協会賞         | 2008年 | 監督賞 | 『ベンジャミン・バトン 数奇な人生』 | 受賞       |

## 関連文献
- アダム・ネイマン『デヴィッド・フィンチャー マインドゲーム』井原慶一郎訳、ポン・ジュノ序文、DU BOOKS、2023年2月
- David Fincher Blog at fincherfanatic.blogspot.com
- Senses of Cinema: Great Directors Critical Database
- Music Videos & Commercials at anonymous content
- GQJAPAN Inside The Mind Of Fincher アメリカ在住の人気映画評論家 町山智浩のデヴィッド・フィンチャー論
- GQJAPAN Heart Of Darkness デヴィッド・フィンチャーの闇の秘密

インタビュー
- David Fincher interview with Paul Guyot of www.dvdtalk.com
- David Fincher interview with Michael Moses of www.drdrew.com
- David Fincher interview with Gavin Smith of edward-norton.org
- Esquire magazine interview with Fincher
- IndieLondon interview with Fincher
- David Fincher Didn't Want To Make 'Another Serial-Killer Movie' ... Until Zodiac Came Along – Part 1 interview with MTV
- David Fincher Discusses Reunion With Brad Pitt, Possible Fight Club Musical – Part 2 interview with MTV
- CHUD: Exclusive Interview: David Fincher
- Movieweb: David Fincher Talks Zodiac: Director's Cut
- LA Weekly – David Fincher discusses Zodiac's rising star